# Georgi Kostadinov (football)
Cet article concerne le footballeur. Pour le boxeur, voir Georgi Kostadinov. Pour les autres homonymes, voir Kostadinov.
Georgi Kostadinov (en bulgare : Георги Костадинов) est un footballeur international bulgare né le 7 septembre 1990 dans l'oblast de Bourgas. Il joue au poste de milieu de terrain.

## Biographie

### En club
Le 2 octobre 2016, il inscrit avec le club du Levski Sofia un doublé au sein du championnat de Bulgarie, contre l'équipe de Dunav Ruse.

### En équipe nationale
Il est titularisé pour la première fois en équipe nationale contre l'équipe de France le 7 octobre 2016. Cette rencontre qualificative pour le mondial 2018 se solde par une victoire 4-1 des joueurs français.

## Palmarès
- Champion de Bulgarie en 2012, 2013 et 2014 avec le Ludogorets Razgrad
- Vainqueur de la Supercoupe de Bulgarie en 2012 avec le Ludogorets Razgrad